# Anisoyl chloride

Đồng phân vị trí của anisoyl chloride: ortho (2-metoxybenzoyl chloride), meta (3-metoxybenzoyl chloride) và para (4-metoxybenzoyl chloride)

Anisoyl chloride (còn gọi là metoxybenzoyl chloride) là một acyl halide, cụ thể là acyl chloride thơm, và có thể được tạo thành từ axit anisic bằng cách thay thế một nhóm hydroxyl của axit carboxylic bằng một nhóm chloride. Có ba dạng đồng phân: dạng ortho-, meta- và para-. Cấu trúc của chúng khác nhau ở dạng thay thế arene — vị trí của nhóm metoxy trên vòng so với acyl halide.